# Havreflarn

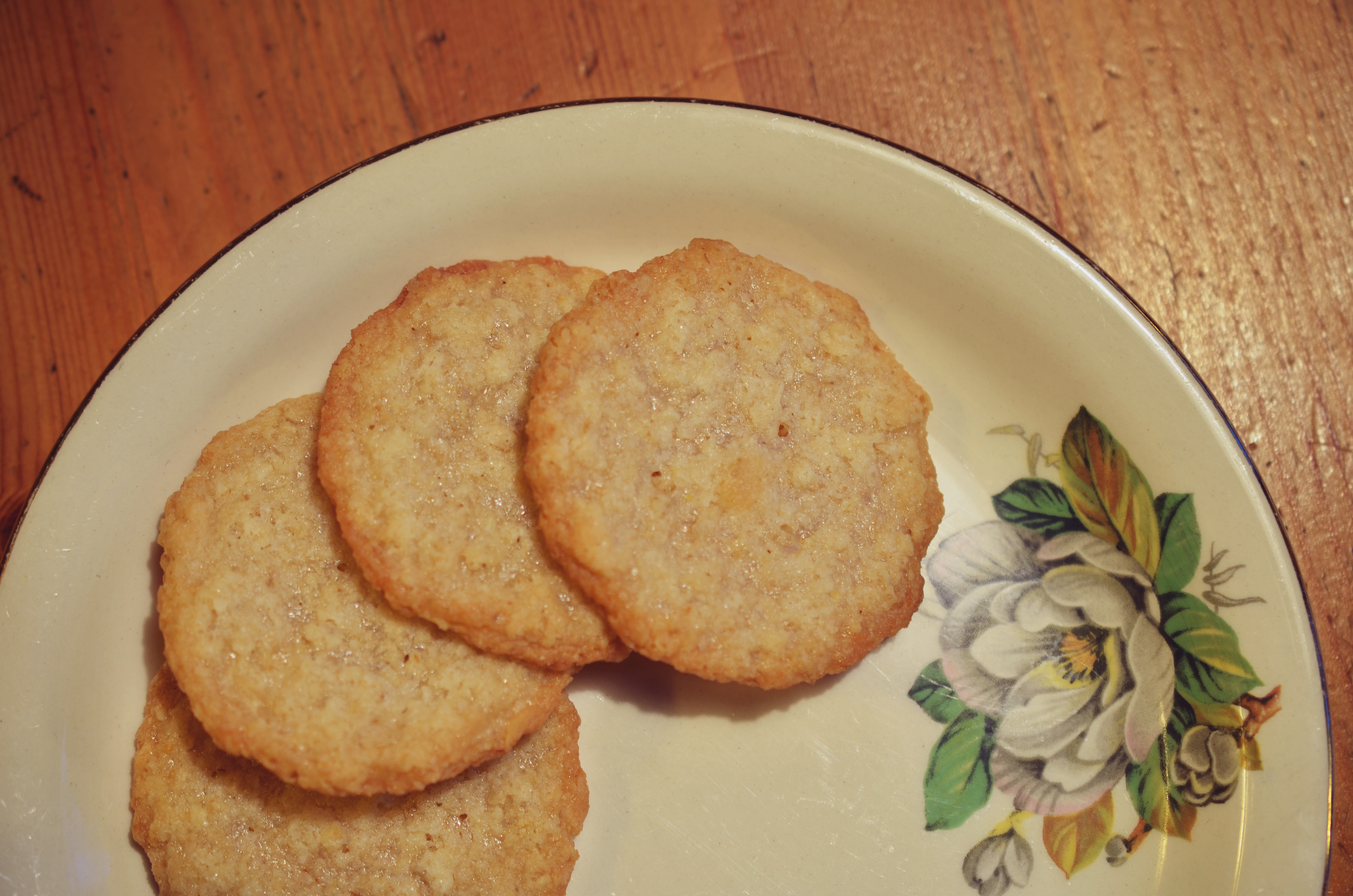
Havreflarn

Havreflarn är ett kexliknande bakverk bestående av, som namnet antyder, mestadels havre. De har en väldigt spröd konsistens. Flarnen ser vanligtvis ut som vanliga runda platta kakor, men det är vanligt att man vid hembak lägger de varma flarnen över en rulle så att de får en böjd form.